# Cobham, Surrey
Cobham (engelskt uttal: [ˈkɒbəm]) är en ort i grevskapet Surrey i sydöstra England. Orten ligger i distriktet Elmbridge, cirka 28 kilometer sydväst om centrala London och cirka 15,5 kilometer nordost om Guildford. Tätorten (built-up area) hade 17 506 invånare vid folkräkningen år 2021.
Cobham var en civil parish fram till 1974. Civil parishen hade 7 885 invånare år 1951. Cobham nämndes i Domedagsboken (Domesday Book) år 1086, och kallades då Covenham.